# Vlag van Gard

Vlag van Gard

De vlag van Gard is de niet-officiële vlag van het Franse departement Gard. Net als de meeste andere departementen van Frankrijk heeft Gard geen officiële vlag, maar wordt de hier rechts afgebeelde vlag op niet-officiële wijze gebruikt. De vlag is afgeleid van het wapen van dit departement.
De vlag bestaat uit een rood veld met een gouden Occitaanse kruis, met aan de bovenkant een wit uitgeschulpte baan.
Het ontwerp toont die van de voormalige provincie Languedoc, met aan de bovenkant een wit uitgeschulpte baan die de Pont du Gard symboliseert. De vlag is geïnspireerd op het ontwerp van het wapen dat in 1950 is voorgesteld door Robert Louis.
Naast deze vlag is er een logovlag in gebruik.

Vlag van Languedoc
Logovlag